# Orkiestra Kameralna Camerata-Wrocław
Orkiestra Kameralna Camerata-Wrocław – 35-osobowa orkiestra kameralna założona w 1998 roku z inicjatywy wrocławskiej Agencji Koncertowej „Presto” oraz jej właściciela, dyrygenta i kompozytora Jana Pogány. W czerwcu 2008 roku orkiestra dokonała nagrania dla radia bawarskiego podczas koncertu w Filharmonii w Monachium. Liczne koncerty Cameraty-Wrocław zostały zarejestrowane przez Rozgłośnie Polskiego Radia w Koszalinie, TV Trwam,TV Wrocław. Orkiestra posiada szeroki repertuar od muzyki dawnej do muzyki filmowej.